# Current TV

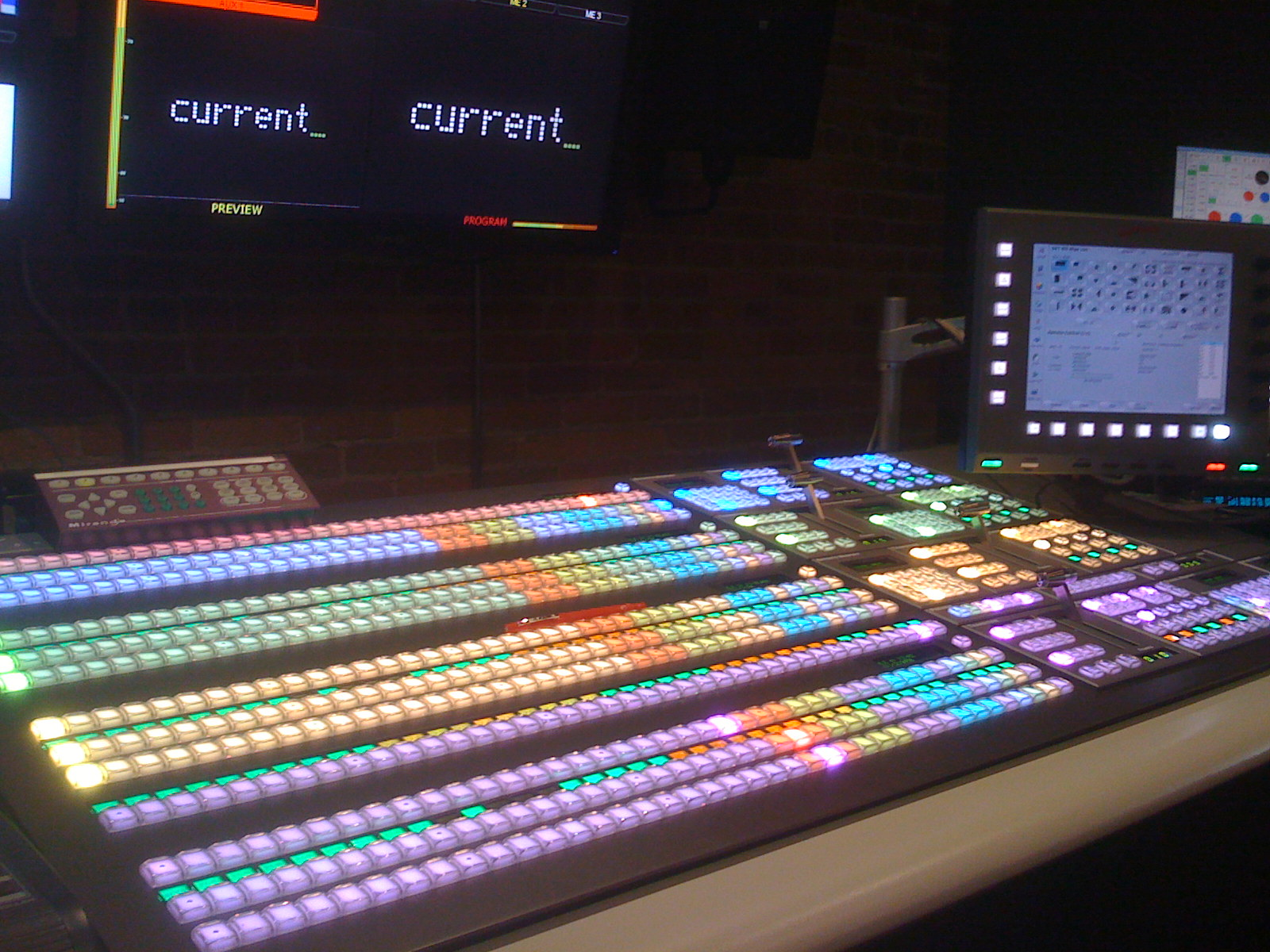
Vista del centro de producción del canal.

Current TV, también conocido simplemente como Current, fue un canal de televisión propiedad (hasta el 2013) del exvicepresidente de Estados Unidos Al Gore y el empresario Joel Hyatt. Salió al aire en los EE. UU. a la medianoche (ET) (04:00 UTC) del 1 de agosto de 2005. El canal también es transmitido en Canadá (desde 2009, vía onda larga) y Sudáfrica (desde 2010, vía satélite). El canal también fue transmitido en Italia (desde 2008 a 2011) y en Irlanda y Gran Bretaña (desde 2007 hasta 2012).
El canal tiene una reputación de hacer periodismo arriesgado, joven y moderno, tanto en aspectos culturales como en geopolítica internacional. Además, el canal tiene tendencia de izquierda.
El 2 de enero de 2013, se anunció que la emisora catarí Al Jazeera había adquirido el canal. Al Jazeera también ha declarado que planea cerrar el canal actual y el lanzamiento de un nuevo canal en Nueva York, llamado Al Jazeera América utilizando la red actual de distribución. También, planea sobre el desguace de la alineación de programación del canal y de la marca. Esto permitió que la emisora multiplicara por nueve su inserción en el mercado de la televisión por cable de los Estados Unidos.

## Historia

### Lanzamiento
Después de la elección presidencial de EE. UU. de 2000, Al Gore y Joel Hyatt querían iniciar una red de noticias por cable convencional. El plan se desarrolló en la fabricación de un canal generado por el espectador dirigida a una audiencia demográfica entre las edades de 18 a 34 años.
El 4 de mayo de 2004, INdTV Holdings, una compañía cofundada por Gore y Hyatt, compró la canal de noticias canadiense por cable Newsworld International de Vivendi Universal con el propósito del lanzamiento de su nueva red. "La nueva red no tiene inclinaciones políticas", dijo Gore, pero serviría como una "voz independiente" para un público objetivo de las personas entre 18 y 34 años "que quieren aprender sobre el mundo con una voz que reconocen y una vista que reconocen como su cuenta".
Otros informes dicen que Gore esperaba que el canal ayudaría a cambiar la marea de la "consolidación y conglomerización" de los medios de comunicación, llevando el cambio a la "democratización". La cadena de noticias, se decía, que era una combinación entre CNN, MTV, y Blipverts.
En el verano de 2004, Gore y Hyatt anunciaron su nueva red, llamada INdTV, con una serie de eventos de reclutamiento públicos. El primero de estos eventos tuvo lugar en el salón de Bambuddha en San Francisco's Tenderloin, el 25 de agosto.
El 4 de abril de 2005, el exvicepresidente y socio de Hyatt anunció que se había cambiado el nombre de la red de INdTV al actual. La nueva cadena de televisión fue lanzada en Estados Unidos el 1 de agosto de 2005. Actualmente, la actual está disponible en 60 millones de hogares a nivel nacional en los EE. UU.
El canal fue premiado en 2007 con un Premio Emmy por el servicio de televisión interactiva.

### Incidente en Corea del Norte

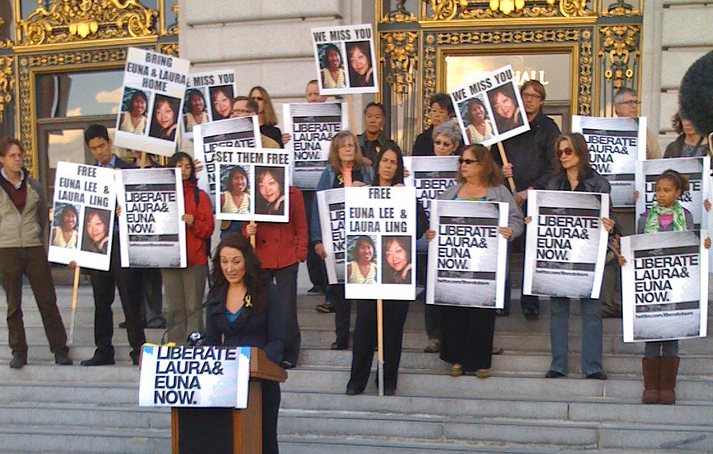
Vigilia por las periodistas detenidas

El 17 de marzo de 2009, militares de Corea del Norte detuvieron a dos periodistas estadounidenses, Euna Lee y Laura Ling, que trabajan para Current TV, después de que presuntamente cruzaron a Corea del Norte desde China. El 30 de marzo, los medios de comunicación norcoreanos estatales informaron que los preparativos del juicio estaban en marcha por las acusaciones, diciendo: "La entrada ilegal de periodistas estadounidenses en Corea del Norte [República Popular Democrática de Corea] y sus actos hostiles sospechosos han sido confirmados por pruebas y sus declaraciones". El juicio comenzó el 4 de junio. El 8 de junio, Reuters informó que las dos periodistas fueron declaradas culpables de entrada ilegal y cometer "actos hostiles contra la RPDC", y posteriormente fueron condenadas a doce años de trabajos forzados. El 4 de agosto, BBC News informó que Lee y Ling fueron indultadas en medio de una visita del expresidente de EE. UU. Bill Clinton a Corea del Norte.

### Adquisición por parte de Al Jazeera
El 2 de enero de 2013, la emisora catarí Al Jazeera anunció que había comprado el canal para el lanzamiento de un nuevo canal estadounidense de noticias titulado Al Jazeera América utilizando la red del canal actual de distribución en cable y satélite. Los términos del acuerdo no fueron revelados. De acuerdo con Forbes y The New York Times, la compra fue de aproximadamente $ 500 millones de dólares.
Además de cerrar el canal actual, Al Jazeera planea el desguace de la línea de programación del canal, así como su marca para efectuar el lanzamiento de un "canal de noticias con base en EE.UU. que proporcionará noticias nacionales e internacionales para el público estadounidense". Además, tendrá su sede en Nueva York.
Inmediatamente después del anuncio, Time Warner Cable (TWC), que emite el canal de TV a nueve millones de hogares en Estados Unidos, anunció que va a estar bajando el canal de su grilla, pero afirmó que considerará el aire de Al Jazeera en los Estados Unidos. La compañía dijo en un comunicado: "Nuestro acuerdo con Current ha sido cancelado y ya no transmitiremos el servicio. Retiraremos el servicio tan pronto como sea posible", aunque, muchos interpretaron la medida de TWC como una síntoma de la hostilidad y el miedo que genera la cadena en EE. UU.
Defendiendo su decisión, el presidente de Current TV, Al Gore, escribió: "Estoy increíblemente orgulloso de lo que se ha sido capaz de lograr, pero los medios de radiodifusión son un negocio, y de ser un productor de contenido independiente en un momento de creciente consolidación es un reto." En un comunicado de prensa, el director general de Al Jazeera Ahmed bin Jassim Al Thani, dijo: "Con la adquisición de Current TV, Al Jazeera ampliará significativamente nuestra huella de distribución existente en los EE.UU., así como incrementar los esfuerzos de recopilación de noticias e informes en los Estados Unidos, [...] Esperamos con interés trabajar junto con nuestros nuevos socios de cable y satélite para servir a nuestros nuevos públicos a través de los EE.UU." La red Al Jazeera también espera aumentar su personal con sede en EE. UU. para un total de más de 300 empleados, como consecuencia del lanzamiento de Al Jazeera América. Asimismo, ha destacado que la decisión de crear un canal de noticias con base en este país "se basa en el hecho de que los estadounidenses ya suponían una gran demanda para Al Jazeera, ya que el 40 por ciento de los espectadores de la página web de la cadena en inglés son de esta nacionalidad".
El cofundador de Current, Joel Hyatt, dijo el 3 de enero en un comunicado: "Al considerar los varios pretendientes que estaban interesados en adquirir Current, para nosotros fue claro que Al Jazeera se fundó con los mismos objetivos que nosotros".
Desde marzo de 2019 emite prácticamente todo el día simultáneamente la programación de Al Jazeera en inglés.

## Programación
| - Full Court Press with Bill Press - Talking Liberally - Joy Behar: Say Anything! - The Young Turks with Cenk Uygur - Viewpoint with Eliot Spitzer - The War Room with Jennifer Granholm - The Gavin Newsom Show - The Bill Press Show | - The Stephanie Miller Show - SuperNews! - Vanguard - 50 Documentaries to See Before You Die - Politically Direct 2012 - John Fugelsang - Countdown with Keith Olbermann - infoMania |